# Focke-Wulf Ta 152
Focke-Wulf Ta 152 —  німецький висотний перехоплювач періоду кінця Другої світової війни, розроблений Куртом Танком і який вироблявся фірмою «Focke-Wulf» наприкінці 1944  — початку 1945 років.

## Оператори
- Люфтваффе - перший Та 152H був прийнятий на озброєння люфтваффе в січні 1945 року.